# Otto Fruhner
Otto Fruhner (6 de Setembro de 1893 – 19 de Junho de 1965) foi um piloto alemão da Primeira Guerra Mundial. Durante a Primeira Grande Guerra, abateu 27 aeronaves inimigas, fazendo dele um ás da aviação. Ele foi também um dos primeiros pilotos da história a saltar de paraquedas de um avião danificado.
Em 1935 volta a entrar para as forças armadas alemãs, como Major na Luftwaffe. Com o passar dos anos, chegou ao posto de Major-general, comandando várias bases de treino.